# 住吉神社 (いわき市)

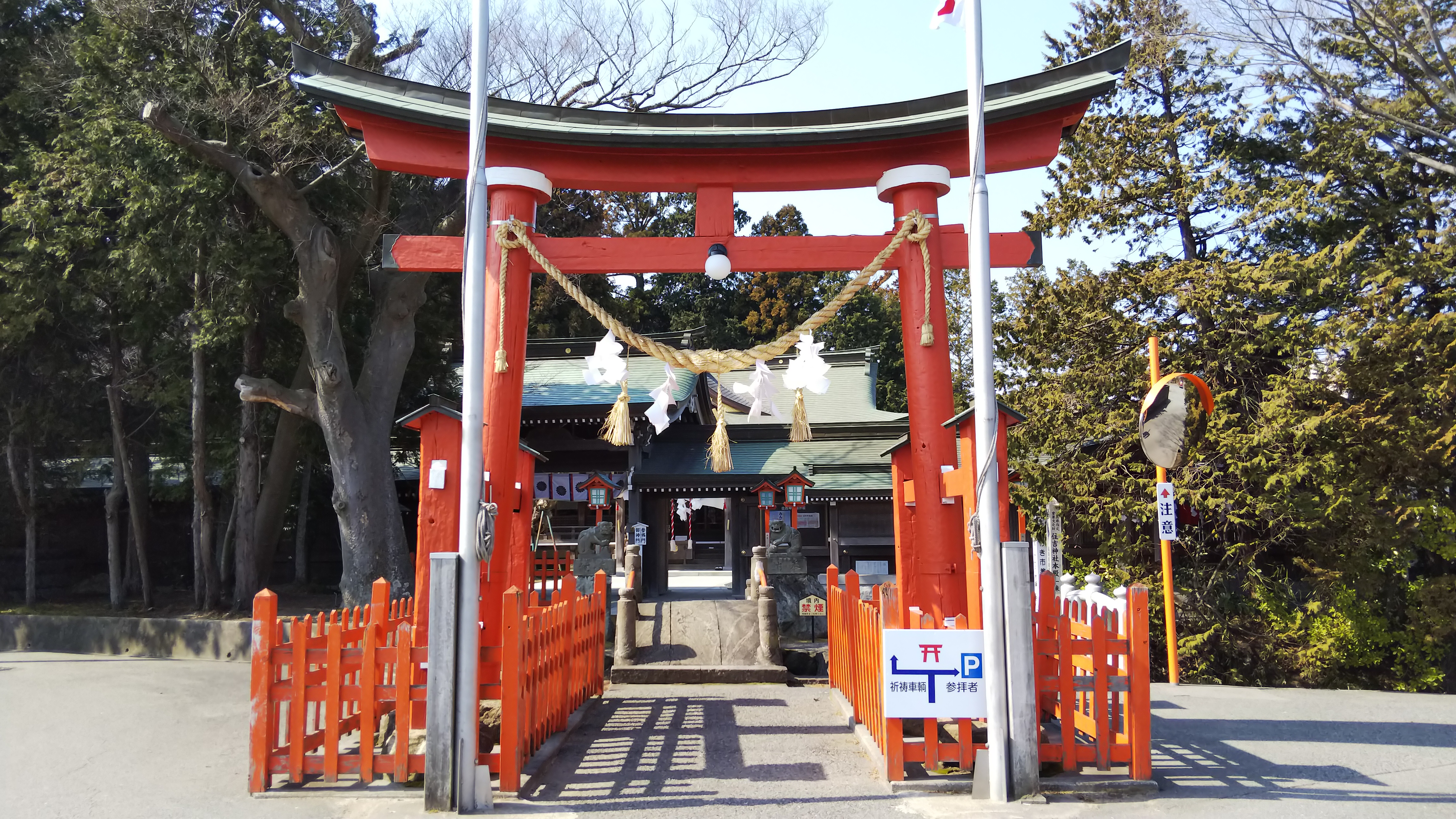
鳥居

住吉神社（すみよしじんじゃ）は、福島県いわき市小名浜住吉にある神社。式内小社で、旧社格は県社。

## 歴史
社伝によると、創建は景行天皇の御代に武内宿禰が勅命を奉じて東北地方を巡視した際、当地が海と陸の要害の地であり、かつ東北の関門にあたるので、航海安全と国家鎮護のために住吉三神を祀ったとする。
延喜式神名帳には陸奥国磐城郡七座の一社として小社に列している。康平7年（1064年）には前九年の役にあたり朝廷から勅使が遣わされ、東国の賊徒討伐を祈願した。寛永18年（1641年）には泉藩主内藤政晴によって社殿が改築され、現在の本殿はこのときに建てられたものである。
明治4年（1871年）に郷社、昭和3年（1928年）に県社に列した。

## 境内
本殿は寛永18年（1641年）の再建で、昭和33年（1958年）8月1日に福島県指定重要文化財に指定された。

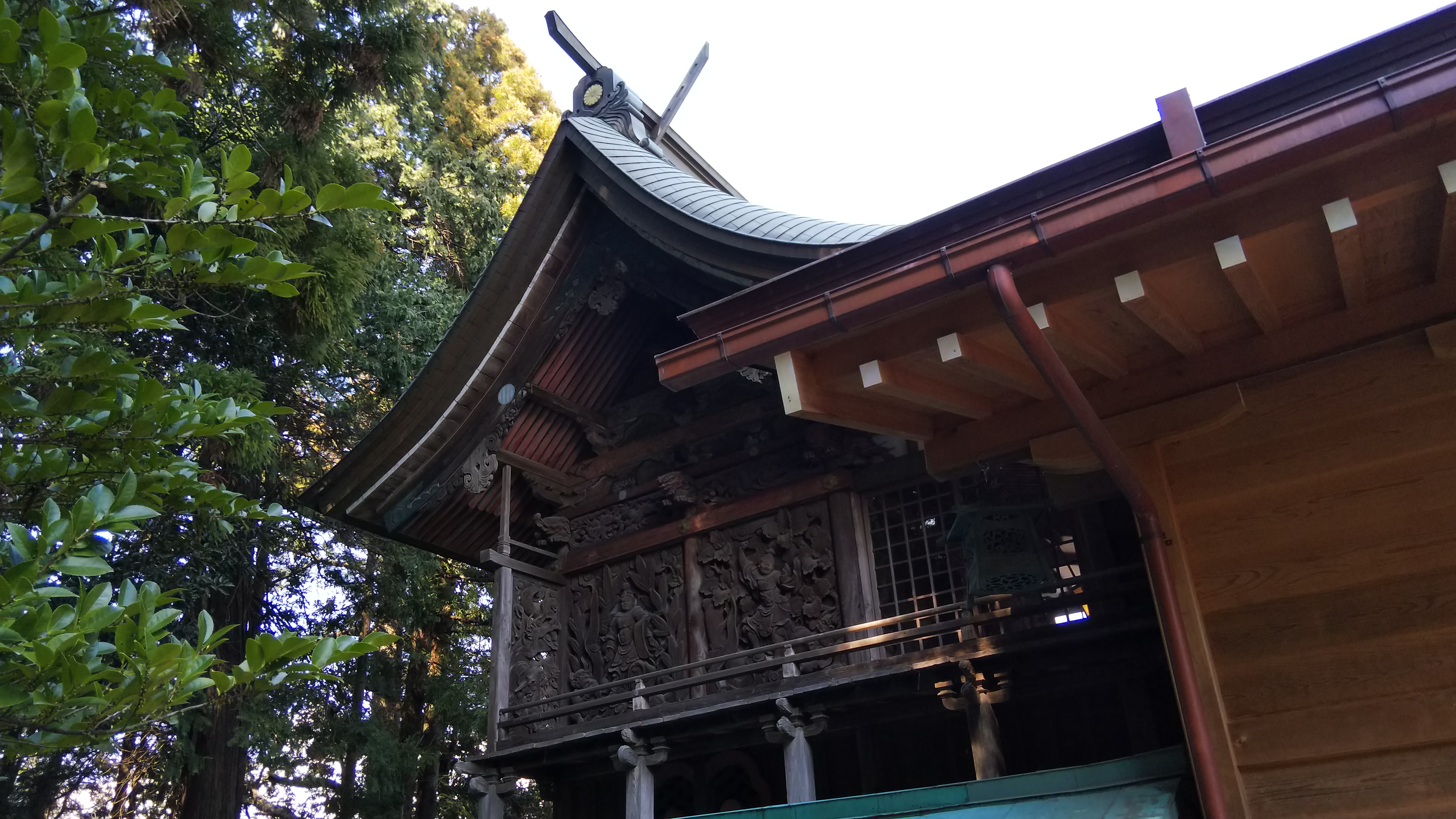
本殿
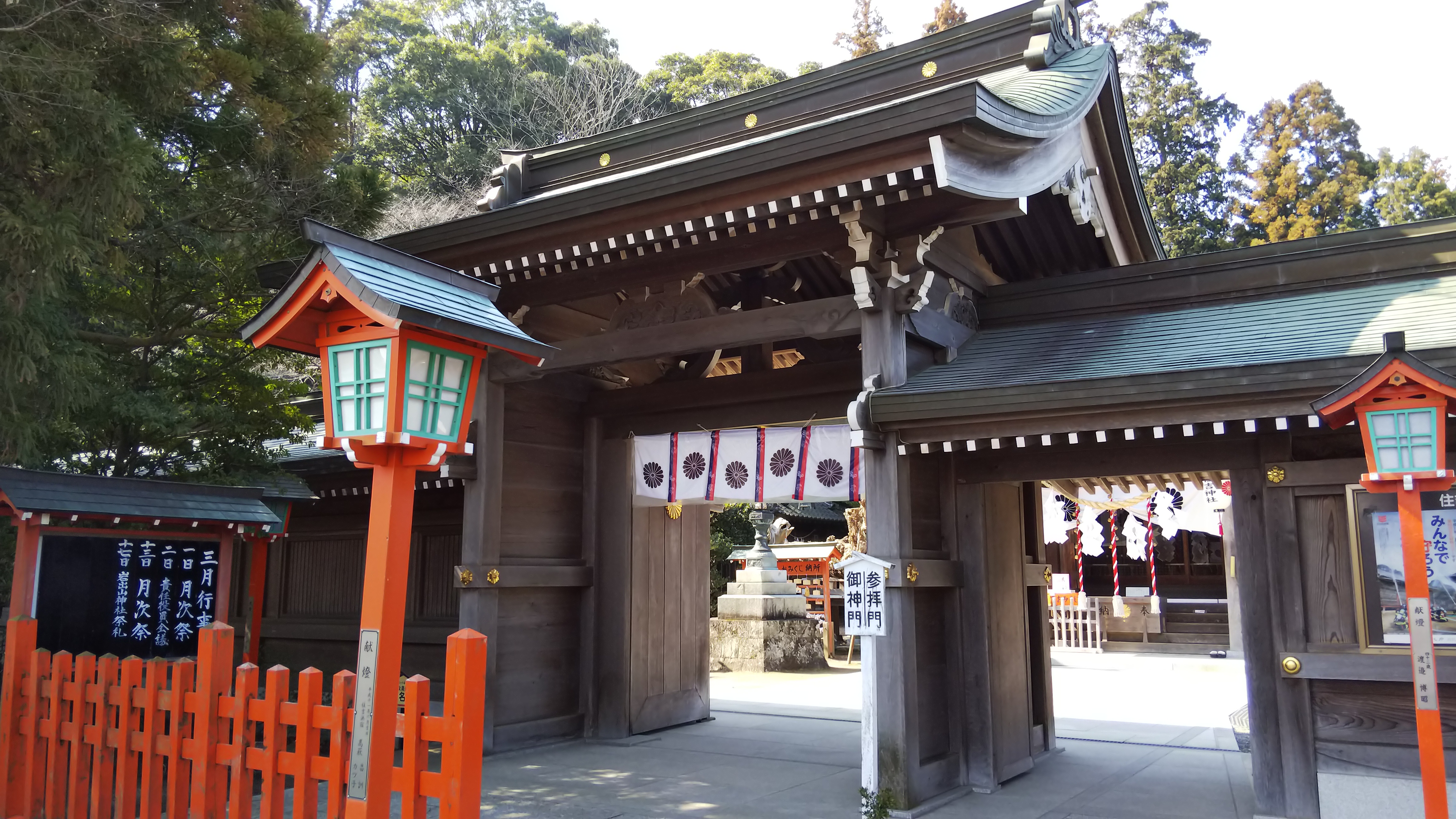
神門